# Ahmet Kireççi
Ahmet Kireççi (Mersin, Turquía, 27 de octubre de 1914-ídem, 17 de agosto de 1978) fue un deportista turco especialista en lucha libre olímpica donde llegó a ser campeón olímpico en Londres 1948.

## Carrera deportiva
En los Juegos Olímpicos de 1936 celebrados en Berlín ganó la medalla de bronce en lucha libre olímpica estilo peso medio, tras el luchador francés Emile Poilvé (oro) y el estadounidense Richard Voliva (plata). Posteriormente, en las Olimpiadas de Londres 1948 ganó la medalla de oro en la categoría de peso pesado.